# Kazuko Kōri
Kazuko Kōri, japanska: 郡和子 (Kōri Kazuko), född 31 mars 1957 i Sendai, Miyagi, är en japansk politiker som sedan 2017 är Sendais borgmästare.
Kōri var tidigare TV-journalist och började arbeta för Tohoku Broadcasting Company år 1979.
Hon ställde upp i valet till Japans underhus år 2005 för Demokratiska partiet i Miyagis första valkrets. Där förlorade hon mot LDP:s Tōru Doi i valkretsen men kom in på ett utjämningsmandat. I valet 2009 vann hon över Doi i valkretsen, men efter valet 2012 fick hon återigen förlita sig på utjämningsmandat.
År 2017 lämnade Kōri nationalförsamlingen för att ställa upp i valet av borgmästare i Sendai, vilket hon vann med 43 procent av rösterna. I samband med detta hade hon lämnat Minshinto för att bli en fristående kandidat.